# Paulina Kapuścińska
Paulina Kapuścińska (ur. w Warszawie) – polska urzędniczka, dyplomatka, konsul generalna w Los Angeles (2007–2009; od 2024) i Chicago (2012–2016).

## Życiorys
Ukończyła studia na Wydziale Geografii i Studiów Regionalnych Uniwersytetu Warszawskiego (1997), Studia Bezpieczeństwa Narodowego na Wydziale Nauk Politycznych UW (1999), Studia Integracji Europejskiej w Krajowej Szkole Administracji Publicznej oraz francuskiej Ecole Nationale d’Administration (2003).
Pracowała w mediach, m.in. w periodykach „Kobieta i Życie” i „Pani”. W 1999 została zatrudniona w Kancelarii Prezesa Rady Ministrów, początkowo w zespole rzecznika prasowego rządu, następnie w zespole doradców Prezesa Rady Ministrów, od 2001 w Departamencie Spraw Zagranicznych. W 2001 została mianowana urzędniczką służby cywilnej. W 2002 wstąpiła do służby zagranicznej, pełniąc funkcje m.in. w Departamencie Unii Europejskiej i Obsługi Negocjacji Akcesyjnych, konsul ds. kultury, prasy, edukacji i Polonii w Los Angeles (2004–2007), konsula generalnego tamże (2007–2009), w Departamencie Współpracy z Polonią (2010), chargé d'affaires w Podgoricy (sierpień-wrzesień 2010), dyrektorki Biura Rzecznika Prasowego MSZ (2011–2012), oraz konsul generalnej w Chicago (2012–2016). Następnie została dyrektorką Departament Współpracy Międzynarodowej Banku Gospodarstwa Krajowego oraz dyrektorką ds. public affairs w Pelion S.A. Odpowiadała tam między innymi za pomoc dla uchodźców z Ukrainy (program Health4Ukraine). W sierpniu 2024 ponownie objęła stanowisko konsul generalnej w Los Angeles. 
Mężatka. Zna angielski, niemiecki, francuski i rosyjski.